# Olivia Smoliga
Olivia Smoliga (Glenview, 12 ottobre 1994) è una nuotatrice statunitense.
Specializzata nelle distanze brevi del dorso e dello stile libero, si è rivelata ai mondiali in vasca corta del 2012 ad Istanbul, dove ha vinto la medaglia d'oro nei 100 dorso e nella staffetta 4x100 stile libero (dove però ha nuotato solo in batteria), la medaglia d'argento nel 50 dorso e la medaglia di bronzo nella 4x100 mista.

## Palmarès
- Olimpiadi

Rio de Janeiro 2016: oro nella 4x100m misti.
Tokyo 2020: bronzo nella 4x100m sl.
- Mondiali

Budapest 2017: oro nella 4x100m sl e nella 4x100m misti.
Gwangju 2019: oro nei 50m dorso e nella 4x100m misti e bronzo nei 100m dorso.
Fukuoka 2023: argento nella 4x100m sl e nella 4x100m sl mista.
- Mondiali in vasca corta

Istanbul 2012: oro nei 100m dorso e nella 4x100m sl, argento nei 50m dorso e bronzo nella 4x100m misti.
Hangzhou 2018: oro nei 50m dorso, nei 100m dorso, nella 4x50m sl, nella 4x100m sl, nella 4x50m misti, nella 4x100m misti, nella 4x50m sl mista e nella 4x50m misti mista.
- Giochi panamericani

Toronto 2015: argento nei 100m dorso.

## International Swimming League
| Stagione 2019 | Stagione 2020 | Stagione 2021 |
| ------------- | ------------- | ------------- |
| Cali Condors  | Cali Condors  | Cali Condors  |